# Oben am jungen Rhein
Oben am jungen Rhein este imnul național din Liechtenstein, instituit din anul 1920.
Melodia este cea a imnului britanic God Save the King
Textul inițial, cu titlul Oben am deutschen Rhein îi aparține lui Jakob Josef Jauch și a fost scris în 1850.
În anul 1963, s-a înlocuit din titlu și din cuprins formularea „deutschen Rhein“ (Rinul german) cu formularea „jungen Rhein“ (obârșia Rinului).
| Original | Română |
| --- | --- |
| Oben am jungen Rhein Lehnet sich Liechtenstein An Alpenhöh'n. Dies liebe Heimatland, Das teure Vaterland, Hat Gottes weise Hand Für uns erseh'n. Hoch lebe Liechtenstein Blühend am jungen Rhein, Glücklich und treu. Hoch leb' der Fürst vom Land, Hoch unser Vaterland, Durch Bruderliebe Band Vereint und frei. | Sus, la izvoarele Rinului Lichtenstein se sprijină Pe înălțimile Alpilor. Această țară natală dragă Această patrie scumpă Mâna înțeleaptă a lui Dumnezeu A creat-o pentru noi. Trăiască Lichtenstein Și înflorească la izvoarele Rinului, Fericită și credincioasă. Trăiască Principele țării, Întărească-se patria noastră, Legați prin dragoste frățească, Uniți și liberi. |